# アドレーヌ
アドレーヌ（Adeleine）は、テレビゲーム星のカービィシリーズに登場する架空の人物。

## 主な特徴
肌色の肌、髪及び瞳は黒色という特徴を持つ少女。緑系の服に赤いベレー帽という服装が標準。
身長はカービィの2倍程度に描かれることが多いが、強くデフォルメされているためそこから実際の身長を推測することはできない。後述のように3倍程度の身長に描かれることもあり、比率だけを見てもまちまちである。あくまで「デフォルメされたキャラクターの見た目上の大きさ」に過ぎない。それを材料に考察された情報も出回ることがあるものの、極めて信頼性に乏しいと言えるだろう。
絵を描く事を得意とし、描いた絵は実体化させる事が出来る（同じ能力としてペイントローラー、ドロシアなどがいる）。「絵の勉強のため遠くから来た」という設定でカービィと同様に、プププランド出身ではないが、別の星からやってきたのか、ポップスター内の別の国から来たのかは、はっきりとしていない。
カービィとデデデ大王の両方と仲が良いキャラクターでもあり、一部の漫画では、カービィのことを「カーくん」、デデデ大王の事を「デデのだんな」と呼んでいる（これは漫画家曰く、任天堂側から提供された資料にそう記されていたとのこと）。実際に『星のカービィ64』公式サイトの説明でも、カービィのことを「カーくん」と呼んでいる。
漫画『星のカービィ デデデでプププなものがたり』でのアドレーヌは「地球から絵の修行にやってきた人間の女の子」という設定になっている。ちなみに同作品に登場する史上初の地球人キャラである。

## 登場経歴
『星のカービィ64』に登場。1-2の最後でダーク・リムラに操られた状態で中ボスとして登場し、ザコキャラ軍団、アイスドラゴン、ダークマターを出して攻撃してくる。描くものが無くなると最後は彼女自身が体当たりしてくる（一発でも攻撃を当てるか、こちらがぶつかれば簡単に倒せる）。倒すとカービィと共に冒険する仲間となり、ステージの途中にアイテムを実体化して回復させてくれたり、冒険のヒントを絵に描いて援護する。開発段階ではプレイアブルキャラの案があったが、ゲーム本編では仲間キャラの中では唯一操作の出来ないキャラクターであり、ミニゲーム内に限り操作キャラとしても使う事が可能。
『星のカービィ ロボボプラネット』ではプレイン プロプトン・ステージ4で入手できる「レアステッカー」として登場。ゲーム本編に登場したのは約16年ぶり。
『星のカービィ スターアライズ』では、「アドレーヌ&リボン」として追加アップデート要素である共に行動する仲間キャラクター「ドリームフレンズ」として登場。ゲーム本編で操作キャラクターとなるのは本作が初。『星のカービィ64』同様絵を実体化させて攻撃し、実体化させたワイユー、クラッコ、アイスドラゴンに乗って攻撃することもできる。飛行の際には同作のヒロインのリボンがアドレーヌを抱えて飛ぶ。64では1発で倒せたことから、他のキャラよりも防御力が低く設定されている（対応策としては絵の乗り物によるダメージ肩代わりや回復アイテムを描く技でカバーする）。

## アドとの関係
『星のカービィ3』にアド (Ado) というキャラがおり、彼女もプププランドに絵の修行に来ていた所を、黒い雲に体を操られてしまい、レベル4のボスとなってカービィ2に出てきたボス達（アイスドラゴン、スイートスタッフ、Mr.シャイン・ブライト、クラッコ）を実体化させて攻撃して来る。最後に自ら襲い掛かってきて、一撃で倒される点も同様である。また、スタッフロールでは主要キャラやかなり美化された自画像を描き、最後にENDと画面に入れてエンディングを締めたりと、他のボスに比べてかなり優遇されていたキャラであった。ゲーム中では中性的な顔つきで描かれており、女性である事はエンディングまで明かされなかった。
相似点として、アドレーヌは黒髪なのに対して、アドは茶髪である（ただしゲームオープニングのカット絵では黒髪）などの違いはあるものの、名前・容姿・能力共にアドレーヌと非常に酷似している。また、カービィやデデデ大王の呼称も同じであるため、双子の可能性はあるが、公式でははっきりとした設定はない。現実でも光の加減などで黒髪が茶髪に、またその逆に映ることも多々あるため、設定上はっきりした理由で髪色が変化しているとは限らないことに注意。
『64DREAM』2000年4月号に掲載された『星のカービィ64』の紹介記事では、アドの本名がアドレーヌであることが判明したとしていたが、『星のカービィ プププ大全』では「同一人物であるかどうかは不明だが、「アドレーヌ」が本名で、「アド」が愛称である可能性も高い」という解説がされている。
『星のカービィ デデデでプププなものがたり』では、アドとアドレーヌは同一人物として扱われており、初登場時はアド（容姿はアドレーヌ）と呼ばれ、『星のカービィ64』発売後はアドレーヌと呼ばれるようになった（以降も愛称として「アド」と呼ばれる事はあった）。髪の色に関しても初登場時は茶髪だったが、アドレーヌと呼ばれるようになってからは黒髪に変わった。

## 関連キャラクター
ペイントローラー
『星のカービィ 夢の泉の物語』及び『星のカービィ 夢の泉デラックス』で、レベル2のボスとして登場。アドレーヌ同様、描いた絵が実体化するが、ペイントローラー戦では実体化した敵ではなく本体を攻撃することになる。
『タッチ!カービィ』ではミニゲーム「ペイントパニック」で戦うこととなる。しかしこのペイントローラーは、ドロシアが描いたものが実体化したもので、本人ではなさそうである。
アニメでは魔獣として登場。絵が下手なことを皆から馬鹿にされたデデデ大王が美術館を滅茶苦茶にするためにホーリーナイトメア社から取り寄せられ、カービィとペイント対決をした。
ドロシア
『タッチ!カービィ』の悪役。プププランドを絵画の世界に変えようとたくらむ。アドレーヌやペイントローラーと同じく描いたものを実体化できる。魔女の姿をした第一形態のドロシアソーサレスと球形の姿をした第二形態のドロシアソウルがある。
ペインシア
上述のドロシアの妹と思われ、同様の能力を持つ。体色が姉よりも明るい。
ビビッティア
『星のカービィ スターアライズ』に登場する中ボス。上述のドロシアとペインシアの妹だと思われ、同様の能力を持つ。倒した後に吸い込むと「アーティスト」をコピーできる。
ホログラム防衛システムズ
『星のカービィ ロボボプラネット』に登場するレベル2のボス。このボスはポップスターに生息するボスを4体ホログラム上で出して戦わせてくる。ホロ・クラッコ→ホロ・ローパーズ→ホロ・アイスドラゴン→ホロ・ガラーガの順に出てくる。全て倒すと本体が暴走し始め突進してくる。この形態はアドとアドレーヌ同様攻撃を一回当てるかぶつかると倒せる。